# Pseudobombax euryandrum
Pseudobombax euryandrum är en malvaväxtart som beskrevs av Pierfelice Ravenna. Pseudobombax euryandrum ingår i släktet Pseudobombax och familjen malvaväxter. Inga underarter finns listade i Catalogue of Life.